# Aeroporto de Porto Seguro
De Aeroporto de Porto Seguro is de luchthaven van de Braziliaanse kuststad Porto Seguro en de omliggende gelijknamige microregio in het uiterste zuiden van de staat Bahia. De luchthaven werd geopend in 1997.
De luchthaven wordt bediend door de Braziliaanse luchtvaartmaatschappijen Azul, Gol en LATAM Brasil met lijnvluchten onder meer naar de steden Belo Horizonte en São Paulo. De luchthaven wordt uitgebaat door Sinart, de Sociedade Nacional de Apoio Rodoviário e Turístico Ltda.
Met 2.028.455 passagiers viel de luchthaven in 2022 net naast de Top-20 van luchthavens in Brazilië, in 2013 had de luchthaven nog maar 1.328.197 passagiers.

## Bereikbaarheid
De luchthaven bevindt zich twee kilometer ten noordwesten van het stadscentrum van Porto Seguro.